# عبد المالك مرابط
عبد المالك مرابط (من مواليد 7 ديسمبر 2000)، هو مصارع جزائري يمارس المصارعة اليونانية الرومانية.

## المسار الرياضي
حصل عبد المالك مرابط على الميدالية البرونزية في فئة أقل من 67 كلغ في دورة الألعاب الأفريقية 2019 بالرباط.
وصل إلى نهائي التصفيات المؤهلة لأفريقيا وأوقيانوسيا في الحمامات، وتأهل لأولمبياد طوكيو.

## روابط خارجية
- عبد المالك مرابط على موقع قاعدة بيانات المصارعة الدولية (الإنجليزية)
- عبد المالك مرابط على موقع أوليمبيديا (الإنجليزية)